# CSONTVÁRYma
A szócikk címe technikai okok miatt pontatlan. A helyes cím: #CSONTVÁRYma.
A #CSONTVÁRYma a Csontváry Emlékműterem és Műhely Kulturális Egyesület által 2019-ben Csontváry Kosztka Tivadar halálának, valamint a pusztulásra ítélt festői hagyaték százéves évfordulójára szervezett, a hagyaték megmentőjének, Gerlóczy Gedeon építésznek is emléket állító, heti rendszerességű, több mint száz napos rendezvénysorozat, a festő egykori műtermének épületében található Hadik Kávéházban, illetve Szatyor Bárban.

## CSONTVÁRYma eseménysorozat
Az eseménysorozat Csontváry Kosztka Tivadar 1919. június 20-án bekövetkezett halálának száz éves évfordulójának előestéjén, 2019. június 19-én kezdődött és a hagyaték megmentésének centenáriumán, 2019. október 28-án zárult. A rendezvénysorozat neves szakmai előadók, és művészek közreműködésével zajlott. A meghívott előadók színvonalas előadásai és tematikus beszélgetései, végigkövették Csontváry festői életútját, mind szakmai, mind személyes megközelítésből. Sorra vették többek között a művész különleges látásmódját, művészi jelképrendszerét és kalandozásainak helyszíneit is. A rendezvénysorozatot tematikus városi séták is kiegészítették, melyeket az egyesület tagjai, Szántó Mária és Róka Zsuzsa tartottak. A rövid időn belül népszerűvé váló séták elkalauzolták az érdeklődőket Gerlóczy Gedeon építész Budapestjére, és bejárták a Csontváryhoz köthető budapesti helyszíneket is.

## A rendezvénysorozat programjának bemutatása

### Nyitóesemény
Az eseménysorozat hivatalos megnyitására 2019. június 19-én került sor a Hadik Kávéházban. A megnyitó ünnepség „háziasszonya” Juhász Anna irodalmár, a Hadik Irodalmi Szalon alapítója volt. A nyitó előadás meghívott vendégei, Romváry Ferenc művészettörténész, Jász Attila költő, Gerlóczy Gábor képzőművész, Kaszás Gergő színművész és Táborszky Bence zeneművészek voltak.
2019. július 08. Új felfedezések Csontváry kései rajzain. Czakó Ferenc, a Pécsi Janus Pannonius Múzeum főrestaurátorának előadása. Közreműködött: Varga Tamás színművész
2019. július 15. „A sorssal nem lehet tréfálni” Csontváry személyisége a kézírásai alapján. W. Barna Erika grafológus előadása.
2019. szeptember 02. Egy ismerős arc. Csontváry „hamis” önarcképének megmentése. Molnos Péter művészettörténész előadása.
2019. szeptember 09. Csontváry világa. Seremetyeff-Papp János restaurátor előadása.
2019. szeptember 23. Csontváry képrejtvényei. Jankovics Marcell filmrendező előadása: Közreműködött: Juhász Károly előadóművész.
2019. szeptember 30. Csontváry perspektívája. Gulyás Gábor esztéta előadása elmaradt.
2019. október 07. Csontváry „misztikus” elhívatása, avagy mi történt az iglói patika előtt? Bellák Gábor művészettörténész előadása.
2019. október 14. Belső udvar. Jász Attila költő zenés felolvasóestje. Közreműködtek: Dresch Mihály zenész és Galkó Balázs színművész.
2019. október 21. Csontváry a felvidéken. Puntigán József helytörténeti könyvtáros előadása. Közreműködött: Juhász Károly előadóművész.

### Záróesemény
A rendezvénysorozat utolsó eseménye 2019. október 28-án zajlott a Hadik Kávéházban. A záróünnepség keretén belül került sor Gerlóczy Gábor: Gerlóczy Gedeon, a képmentő építész című könyvének bemutatójára. A könyvbemutató moderátora és „háziasszonya” Juhász Anna irodalmár volt. A záróünnepség és könyvbemutató meghívott vendégei, Milkovich Eszter, a Holnap Könyvkiadó igazgatója, Csordás Lajos újságíró, Kaszás Gábor művészettörténész és Gerlóczy Gábor a könyv szerzője voltak. 

## Támogatók
A rendezvénysorozat főtámogatói a következő intézmények voltak:
- Magyar Művészeti Akadémia
- Emberi Erőforrások Minisztériuma / Nemzeti Kulturális Alap
- Budapest Főváros XI. kerület Újbuda Önkormányzata
- Budapest Főváros V. kerület Belváros-Lipótváros Önkormányzata